# Hawker Duiker
El Hawker Duiker fue un avión inusual y sin éxito. Fue el primer diseño en Hawker bajo la dirección de un nuevo diseñador jefe, el Capitán Thomson, en 1922. Gran parte del equipo y las piezas eran propiedad de otra compañía aeronáutica, Vickers, que compartía el aeródromo de Brooklands con Hawker. El Duiker era un monoplano con ala en parasol en una época en la que predominaba el biplano.

## Diseño y desarrollo
El Duiker fue diseñado para cubrir el requisito de un avión para el Cuerpo de Reconocimiento que llevara a cabo operaciones de apoyo al Ejército, que finalmente se redactó en la Especificación 7/22 del Ministerio del Aire.
El Duiker poseía una estructura totalmente de madera. El ala estaba ligeramente aflechada, lo que provocaba inestabilidad en todas las velocidades, e incluso provocaba la separación del ala de los puntales traseros. El empenaje era bastante pequeño y tenía la forma típica del diseño de Sopwith. Inicialmente se utilizó un motor Armstrong Siddeley Jaguar, pero luego se cambió por un Bristol Jupiter IV. El primer vuelo tuvo lugar en julio de 1923. Sólo se construyó un avión.

## Especificaciones
Referencia datos: Hawker Aircraft since 1920 

### Características generales
- Tripulación: Dos (piloto y observador)
- Longitud: 9,6 m (31,4 ft)
- Envergadura: 14,8 m (48,4 ft)
- Altura: 3,2 m (10,6 ft)
- Superficie alar: 36 m² (387,5 ft²)
- Peso vacío: 1794 kg (3954 lb)
- Peso cargado: 2132 kg (4698,9 lb) (peso cargado de diseño: 2240 kg)
- Planta motriz: 1× motor radial de 9 cilindros en una fila refrigerado por aire Bristol Jupiter IV.
  - Potencia: 290 kW (400 HP; 394 CV)
- Hélices: Bipala de madera
- Capacidad de combustible: 430 L

### Rendimiento
- Velocidad máxima operativa (Vno): 201 km/h (125 MPH; 109 kt) a nivel del mar
- Velocidad crucero (Vc): 159 km/h (99 MPH; 86 kt)
- Alcance: 550 km (297 nmi; 342 mi) a 153 km/h (3 h 45 min)
- Régimen de ascenso: 2,5 m/s (492 ft/min)

## Aeronaves relacionadas

### Aeronaves similares
- Short Springbok
- Armstrong Whitworth Wolf